# Campionati europei di atletica leggera indoor 2013 - Salto con l'asta femminile
La gara si è svolta il 1º e il 2 marzo 2013.

## Podio
| #       | Atleta             | Nazionalità | Misura | Note                                     |
| ------- | ------------------ | ----------- | ------ | ---------------------------------------- |
| Oro     | Holly Bleasdale    | Regno Unito | 4,67 m |                                          |
| Argento | Anna Rogowska      | Polonia     | 4,67 m | Miglior prestazione personale stagionale |
| Bronzo  | Anzhelika Sidorova | Russia      | 4,62 m | Miglior prestazione personale            |

## Record
Prima di questa competizione, il record del mondo (RM), il record europeo (EU) ed il record dei campionati (RC) sono i seguenti:
| Record                | Prestazione | Atleta                    | Data                                  | Competizione             |
| --------------------- | ----------- | ------------------------- | ------------------------------------- | ------------------------ |
| Record mondiale       | 5,02 m      | Jennifer Suhr Stati Uniti | 2 marzo 2013 Albuquerque, Stati Uniti | Statunitensi indoor 2013 |
| Record europeo        | 5,01 m      | Elena Isinbaeva Russia    | 23 febbraio 2012 Stoccolma, Svezia    |                          |
| Record dei campionati | 4,90 m      | Elena Isinbaeva Russia    | 6 marzo 2005 Madrid, Spagna           | Europei indoor 2005      |

## Risultati

### Qualificazioni
Si qualificano alla finale le atlete che superano la misura di 4,56 (Q) oppure le 8 migliori (q).
| Pos. | Nome                   | Nazione     | 3,96 | 4,16 | 4,36 | 4,46 | 4,56 | Misura | Note                                     |
| ---- | ---------------------- | ----------- | ---- | ---- | ---- | ---- | ---- | ------ | ---------------------------------------- |
| 1    | Anastasiya Savchenko   | Russia      | --   | --   | o    | o    | o    | 4,56 m | Q                                        |
| 2    | Holly Bleasdale        | Regno Unito | --   | --   | xo   | o    | o    | 4,56 m | Q                                        |
| 3    | Jirina Svobodová       | Rep. Ceca   | --   | --   | o    | o    | xo   | 4,56 m | Q                                        |
| 4    | Anzhelika Sidorova     | Russia      | --   | o    | o    | xo   | xo   | 4,56 m | Q =                                      |
| 5    | Angelina Zhuk-Krasnova | Russia      | --   | o    | o    | o    | xx-  | 4,46 m | q                                        |
| 6    | Kristina Gadschiew     | Germania    | --   | --   | xo   | o    | xx-  | 4,46 m | q                                        |
| 6    | Anna Rogowska          | Polonia     | --   | --   | xo   | o    | xxx  | 4,46 m | q                                        |
| 8    | Katharina Bauer        | Germania    | --   | xo   | o    | xxo  | xx-  | 4,46 m | q                                        |
| 9    | Angelica Bengtsson     | Svezia      | --   | xxo  | o    | xxo  | xxx  | 4,46 m | Miglior prestazione personale stagionale |
| 10   | Nikolía Kiriakopoúlou  | Grecia      | --   | o    | xo   | xxx  |      | 4,36 m |                                          |
| 10   | Romana Maláčová        | Rep. Ceca   | --   | o    | xo   | xxx  |      | 4,36 m |                                          |
| 12   | Roberta Bruni          | Italia      | --   | xo   | xo   | xxx  |      | 4,36 m |                                          |
| 13   | Minna Nikkanen         | Finlandia   | --   | o    | xxo  | xxx  |      | 4,36 m |                                          |
| 13   | Ekateríni Stefanídi    | Grecia      | --   | o    | xxo  | xxx  |      | 4,36 m |                                          |
| 15   | Malin Dahlström        | Svezia      | --   | o    | xxx  |      |      | 4,16 m |                                          |
| 15   | Caroline Bonde Holm    | Danimarca   | --   | o    | xxx  |      |      | 4,16 m |                                          |
| 15   | Cathrine Larsåsen      | Norvegia    | --   | o    | xxx  |      |      | 4,16 m |                                          |
| 15   | Stélla-Iró Ledáki      | Grecia      | o    | o    | xxx  |      |      | 4,16 m |                                          |
| 15   | Tori Pena              | Irlanda     | --   | o    | xxx  |      |      | 4,16 m |                                          |
| 20   | Giorgia Benecchi       | Italia      | o    | xo   | xxx  |      |      | 4,16 m |                                          |

### Finale
| Pos. | Nome                   | Nazione     | 4,22 | 4,37 | 4,52 | 4,62 | 4,67 | 4,72 | Misura | Note                                     |
| ---- | ---------------------- | ----------- | ---- | ---- | ---- | ---- | ---- | ---- | ------ | ---------------------------------------- |
| 1    | Holly Bleasdale        | Regno Unito | --   | o    | o    | x--  | xo   | xxx  | 4,67 m |                                          |
| 2    | Anna Rogowska          | Polonia     | --   | o    | xo   | o    | xo   | xxx  | 4,67 m | Miglior prestazione personale stagionale |
| 3    | Anzhelika Sidorova     | Russia      | o    | o    | o    | o    | xxx  |      | 4,62 m | Miglior prestazione personale            |
| 4    | Jirina Svobodová       | Rep. Ceca   | --   | o    | xo   | o    | xxx  |      | 4,62 m |                                          |
| 5    | Anastasiya Savchenko   | Russia      | --   | xo   | xxx  |      |      |      | 4,37 m |                                          |
| 5    | Angelina Zhuk-Krasnova | Russia      | o    | xo   | xxx  |      |      |      | 4,37 m |                                          |
| 7    | Kristina Gadschiew     | Germania    | --   | xxo  | xxx  |      |      |      | 4,37 m |                                          |
| 8    | Katharina Bauer        | Germania    | o    | xxx  |      |      |      |      | 4,22 m |                                          |